# Crocifisso di San Zeno

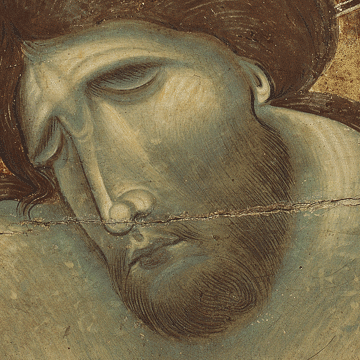
Dettaglio

Il Crocifisso di San Zeno è una delle pochissime opere certe del fiorentino Coppo di Marcovaldo, dipinta nel 1274 in collaborazione con il figlio Salerno. Si tratta di un crocifisso ligneo, sagomato e dipinto a tempera, misurante 280x245 cm. È tuttora conservato nel duomo di Pistoia.

## Storia
Il crocifisso è l'unica opera superstite dell'attività di Coppo per la cattedrale pistoiese: secondo documenti di archivio gli erano stati commissionati a più riprese (tra il 1265 e il 1269) degli affreschi per la cappella di San Jacopo, che vennero distrutti nel 1786 quando venne demolita. Nel 1274 inoltre vennero commissionate a Coppo e a Salerno tre tavole per il coro della cattedrale (tutte disperse): si trattava di un ulteriore Crocifisso, di una Vergine, di un San Giovanni, e di una figura di San Michele.
La figura di Cristo è generalmente attribuita a Salerno.

## Descrizione e stile
L'iconografia è quella del Cristo patiens, cioè morente in sofferenza sulla croce, una raffigurazione che nel corso del Duecento sostituì quella del Cristo triumphans (vincente, ad occhi aperti), per influenza degli ordini mendicanti, soprattutto i domenicani con il Crocifisso della basilica di San Domenico a Bologna.
Nei pannelli laterali sono raffigurate sei scene della Passione:
- Cattura di Gesù (sinistra, alto)
- Flagellazione (sinistra, centro)
- Deposizione dalla croce (sinistra, basso)
- Gesù davanti ai sacerdoti (destra, alto)
- Pietà (destra, centro)
- Pie donne al sepolcro (destra, basso)

La raffigurazione del Cristo ha tratti sentimentali e patetici: il suo corpo è inarcato, ma non ancora strabordante nel pannello sinistro come in Cimabue; il volto è sofferente, le ferite zampillano sangue. L'opera è ricca di dettagli preziosi, ma non presenta l'agemina.
La stesura pittorica non è tipica di Coppo, poiché morbidamente sfumata: potrebbe essere un'evoluzione nella sua produzione più tarda o potrebbe essere frutto della mano del figlio Salerno. In questo senso è molto diverso il Crocifisso di San Gimignano, dall'aspetto più arcaico e con passaggi di colore bruschi. L'opera rappresenta quindi un'evoluzione dal calligrafismo a tratteggi non sfumati della produzione medievale. La ricerca di plasticità appare già in atto in questa opera e avrà il suo culmine nella produzione di Cimabue e, in seguito, di Giotto.

## Stato di conservazione
La croce è priva degli scomparti alle estremità della croce: la cimasa, i pannelli del braccio orizzontale e il soppedaneo inferiore, dove si trovava il teschio di Adamo.
Lo stato di conservazione della pittura è abbastanza buono, nonostante in alcune aree la pellicola pittorica si sia talmente assottigliata da rivelare il verdastro dello strato di preparazione sottostante. Questo effetto è stato frenato da un recente restauro, concluso nel 2007.

## Altre immagini

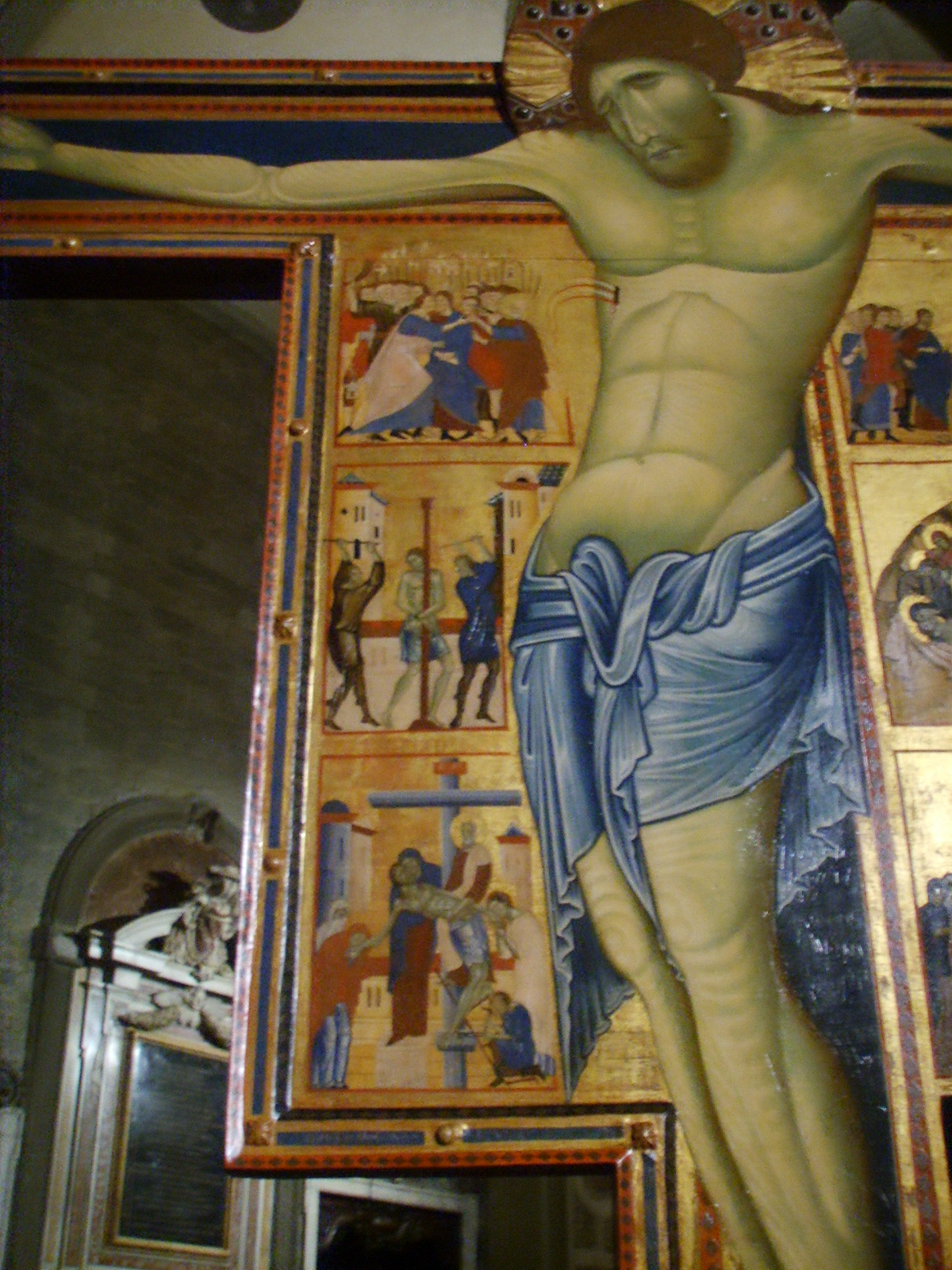
Il lato sinistro
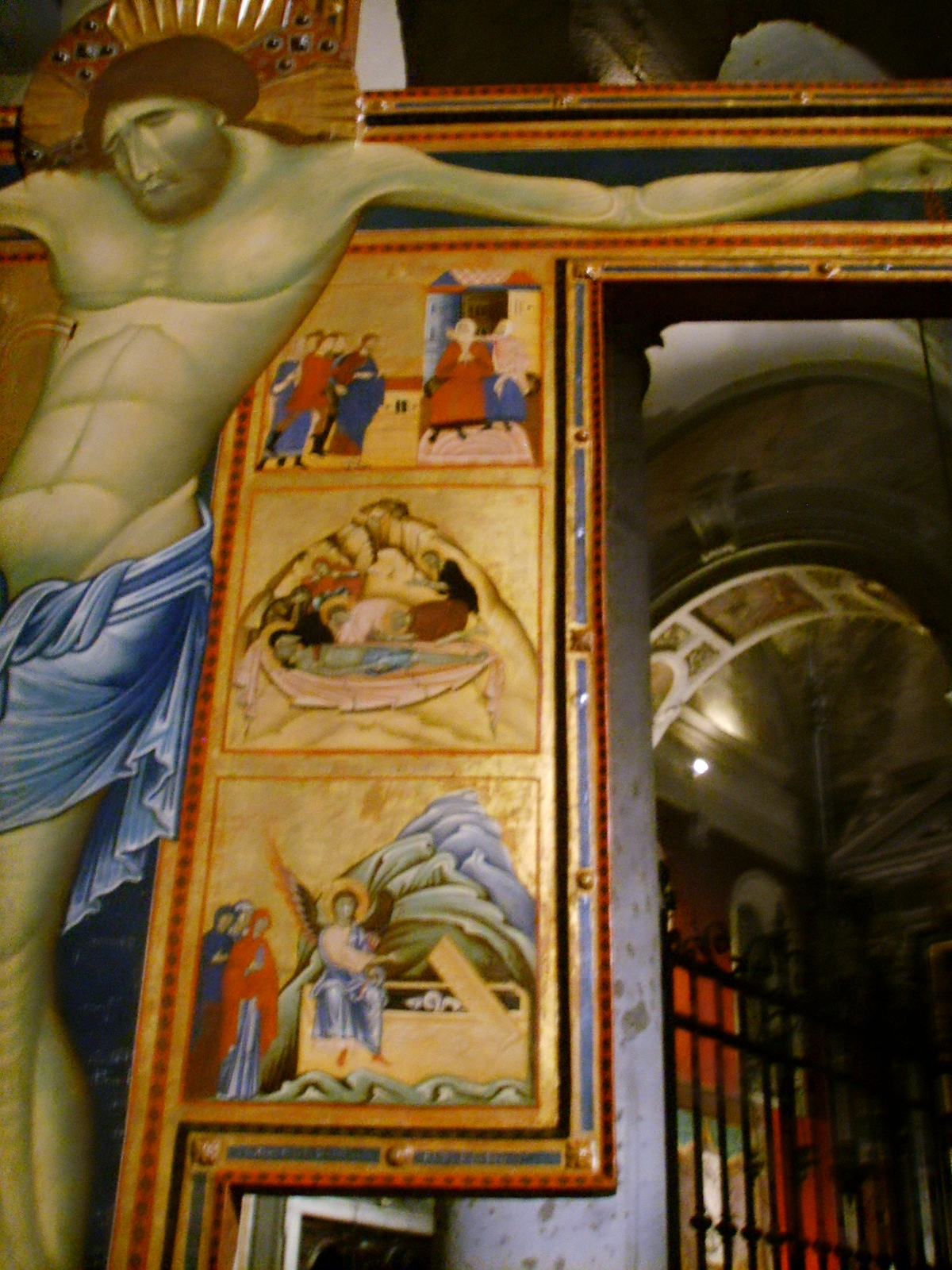
Il lato destro